# 의왕 모락산성
의왕 모락산성(義王 慕洛山城)은 대한민국 경기도 의왕시 내손동, 모락산에 있는 백제 시대의 산성이다. 2007년 9월 7일 경기도 기념물 제216호로 지정되었다.

## 개요
모락산성은 2002년 및 2005년 세종대학교박물관의 지표조사 결과 자연지형을 최대한으로 이용해 석축 또는 토석 혼축을 병용하여 축조된 길이 878m의 테뫼식 산성으로, 내부시설로는 문지, 망대지, 치성, 건물지, 등이 확인되었다.
유물로는 백제계의 호, 옹, 완 등의 토기편류가 주로 채집되어 한성백제기에 초축된 성으로 확인되었다. 백제 석축성곽 축조의 시원양식을 밝힐 수 있는 중요한 성곽이다.

## 현지 안내문
의왕모락산성은 해발 385m 모락산 정상에 축조된 백제 한성기 시대 석축산성이다. 산 정상부를 감싸고 있는 태뫼식 산성으로 성벽의 길이는 878m이다.
성벽은 자연·지형을 최대한 이용하여, 경사가 가파른 곳은 자연암반을 이용하였고 경사가 완만한 곳은 안팎으로 석축을 쌓아 올렸다. 북·동·남벽은 비교적 직선을 이루지만, 서벽은 능선과 계곡부를 연결하면서 자연적 지형에 많이 의존하고 있다.
성내의 시설물로는 문지 2개소, 치성 4개소, 망대지 2개소, 건물지 6개소 등이 있다. 성내에서 수습된 토기류는 호, 옹, 심발형 토기, 장란형 토기 등으로 4세기~5세기 무렵 백제 토기이다.
모락산성은 도성인 풍납토성에서 서남부지방으로 통하는 교통로를 통제하고 배후에서 적의 침투로를 견제하는 등 도성방어를 위한 경기 서남부지역 주요 거점 성이었다.

## 같이 보기
- 모락산

## 참고 자료
- 의왕모락산성 - 국가유산청 국가유산포털